# موكناي
موكناي (باليونانية: Μυκῆναι)‏ وهو موقع أثري يقع في اليونان ويبعد حوالي 90 كلم جنوب غرب العاصمة أثينا في شمال شرق في بيلوبونيز، ويبعد 11 كلم جنوب آرغوس و 48 كلم شمال مدينة كورنث وتقع في مقاطعة أرغوليذا على طول الخليج الساروني ويعود بناء هذه المدينة إلى الألف الثاني قبل الميلاد في حوالي سنة 1600-1200 ق م والقلعة الموجودة في المدينة تعود لحوالي سنة 1350 ق م.

## أعلام
- كاساندرا